# 戦時加算 (著作権法)
著作権の戦時加算（せんじかさん）は、通常の著作権の保護期間に戦争の期間分を加算することである。

## 分類
例として以下の3つに分類できる。
1. 第二次世界大戦後、平和条約や占領軍司令部による法令によって、連合国の国民が第二次世界大戦前または大戦中に取得した著作権について、戦争期間中、日本またはドイツ国民が連合国民の著作権を保護していなかったという根拠に基づき、通常の保護期間に戦争期間の実日数を特例的に加算するもの（日本、または実質適用がなかったドイツも含む）。
2. 他国からの指令や他国との条約等に基づかず、国内の特例法の制定などによって、著作権が保護されなかった戦争の期間分を、特例的に加算するもの（フランスの第一次世界大戦後の「1919年法」や第二次世界大戦後の「1951年法」、イタリアの旧「1945年7月20日法」など）。自国民の著作権のみならず、他国民の著作権も対象とする相互主義にもとづく[1][2]。
3. 戦時中に自国のために死亡した愛国殉職者の著作権の保護期間について顕彰のために戦時加算をするもの[3]（フランスのみの特例「愛国殉職者特例」）

## 日本の戦時加算
「日本国との平和条約」（1952年の「サンフランシスコ平和条約」・昭和27年条約第5号）の第15条の(c)の規定に基づいて、立法された「連合国及び連合国民の著作権の特例に関する法律」（戦時加算特例法）にもとづく戦時加算。

### 戦時加算規定と加算期間
日本国との平和条約に署名した連合国の国民が第二次世界大戦前または大戦中に取得した著作権について、戦争期間中日本国が連合国民の著作権を保護していなかったという根拠に基づき、通常の保護期間に戦争期間（1941年12月8日又は著作権を取得した日のいずれか遅い日から日本国との平和条約の発効する日の前日までの実日数）を加算するもの。
対象となるのは日本国との平和条約を批准した46の国全てではなく発効時にベルヌ条約に加盟していた国又は日本と交戦状態となる前に個別の条約若しくは協定を日本と締結していた15か国に限られる。
ベルヌ条約への加盟が開戦より後の場合は、加算される期間は、当該国がベルヌ条約に加盟の日又は著作権を取得した日のいずれか遅い日から平和条約の発効する日の前日までの実日数となる。これに該当するのはニュージーランド（1947年12月4日加盟）・パキスタン（1948年7月5日加盟）・レバノン（1948年7月5日加盟）の３カ国である。
サンフランシスコ平和条約が発効要件を満たす前に平和条約を批准しているイギリス・オーストラリア・カナダ・フランス・ニュージーランド・パキスタンについては、その国の批准日に関わらず、日本国との平和条約の発効日である1952年4月28日にこれらの国についても発効している。

以後の各国の発効の日については、
| 国名                     | 批准年月日    | 加算日数 |
| ------------------------ | ------------- | -------- |
| イギリス                 | 1952年1月3日  | 3794日   |
| オーストラリア           | 1952年4月10日 | 3794日   |
| カナダ                   | 1952年4月10日 | 3794日   |
| フランス                 | 1952年4月18日 | 3794日   |
| セイロン（現スリランカ） | 1952年4月28日 | 3794日   |
| アメリカ合衆国           | 1952年4月28日 | 3794日   |
| ニュージーランド         | 1952年4月10日 | 1607日   |
| パキスタン               | 1952年4月17日 | 1393日   |
| ブラジル                 | 1952年5月10日 | 3816日   |
| オランダ                 | 1952年6月17日 | 3844日   |
| ノルウェー               | 1952年6月19日 | 3846日   |
| ベルギー                 | 1952年8月22日 | 3910日   |
| 南アフリカ               | 1952年9月10日 | 3929日   |
| ギリシャ                 | 1953年5月19日 | 4180日   |
| レバノン                 | 1954年1月7日  | 2291日   |

### 戦時中に創作された著作物
戦争中に創作された著作物については著作権取得日から当該国について平和条約発効日の前日までを戦争期間として加算する（連合国及び連合国民の著作権の特例に関する法律第4条第2項）。

### 日本国との平和条約に署名していない連合国
ソ連（現ロシア）、チェコスロバキア（現チェコ、スロバキア）、中国などはサンフランシスコ平和条約に署名しておらず、戦時加算規定における連合国の対象に当たらないため、戦時加算を考慮にする必要はない。中立国（スイス、スウェーデンなど）、枢軸国（ドイツ、イタリアなど）も加算対象にならない。

### 日本の戦時加算をめぐる裁判例
戦時加算をめぐってはふたつの民事裁判が知られている。ひとつは、東京地裁1998年（平成10年）3月20日判決の絵画の著作物の戦時期間加算事件。1939年7月14日に死亡したチェコの画家、アルフォンス・ミュシャのリトグラフ作品「ジョブ」と「ラ・プリュム」のジグソーパズル商品に関する裁判。もうひとつは、東京高裁2003年（平成15年）6月19日判決の「リヒャルト・シュトラウス戦時加算特例法適用事件」である。これは、1949年に死去したドイツ人作曲家・リヒャルト・シュトラウスのオペラ「ナクソス島のアリアドネ」の上演に関する裁判である。
これらの裁判は、いずれも日本の音楽団体や企業が被告となり、作品の著作権が連合国側に属すると主張する著作権管理者から訴えられたもの。しかし、著作者の国籍はチェコ及びドイツで、いずれも連合国ではなかった。原告は、著作権が連合国の著作権管理業者に売却されたことや、著作者が連合国にいた時に制作された作品であることなどをそれぞれ根拠として挙げて、戦時加算の適用を主張したが、裁判所は原告の主張を退けた。

### 日本の戦時加算解消への動き

#### 1970年の著作権法改正時の議論と政府の対応
日本に対する戦時加算の解消については、著作権の保護期間の延長を議論していた著作権制度審議会の議論のなかで、保護期間の延長を機に戦時加算を解消できないかということが議論され、1966年の答申において、解消されるべきものとする基本方向が提示されていた。
しかし、その後の政府内の検討では、平和条約の規定は、その時の通常の保護期間に対して戦時加算を行うことを求めるであるとの解釈に立ち、1970年に保護期間が死後38年から50年に延長された際も戦時加算が解消されることはなく、その後も戦時加算特例法が改正されることはなかった。

#### 著作権問題を考える創作者団体協議会等による戦時加算の解消要請
近年で初めてこの問題を大々的に取り上げたのが、著作権の保護期間の延長などを求める17団体からなる「著作権問題を考える創作者団体協議会」（創団協）である。
2006年12月18日、創団協と自由民主党文化伝統創造調査会の会合で、言及された。続いて、12月22日、公明党文化芸術振興会議との会合で、戦時加算の解消が要請された。
2007年1月24日創団協総会は、世界各国の著作権管理団体で構成される非営利、民間の国際組織著作権協会国際連合 (CISAC) に対し戦時加算問題の解消を呼びかける書簡を送付することを決定した。
同年3月12日、創団協が戦時加算の解消について支援を求める書簡をCISAC事務局長に送付。同月、ニューヨークで開催されたCISACの20人の理事会で、日本音楽著作権協会 (JASRAC) の理事が、著作権保護期間の戦時加算を受けているCISAC加盟の各国管理団体に対し、戦時加算解消に賛同するよう提案。理事会は、この提案を全会一致で承認。次期理事会または総会での決議を行うことで一致した。5月29日、ベルギーのブリュッセルでのCISAC理事会でJASRAC理事の都倉俊一が戦時加算の解消を要請する演説を行った。
6月1日にベルギーのブリュッセルで開催されたCISAC総会で、各国の加盟団体が会員に対して戦時加算の権利を行使しないよう働きかけることを要請する決議が、全会一致で採択された。決議は、戦時加算分の10年の倍にあたるプラス20年の著作権保護期間の延長という将来の日本の国内法改正を前提に加算分の放棄を呼びかけるものとなった。
6月14日、創団協は、「著作権の保護期間に関する戦時加算問題の早期解決を」と題するレポートを発表。
6月25日、創団協は、文化庁長官、文部科学大臣、外務大臣に対して、CISAC総会での決議やこれまでの経過を踏まえて、戦時加算を早期解消するよう求める要望書を提出。
12月27日、CISAC事務局長エリック・バティストから、加盟団体が会員に日本における戦時加算の権利の不行使の働きかけを要請するCISAC総会の決議に関して、理解と支持を求める書簡が当時の政権与党である自民・公明、野党の民主・共産・社民・国民新の各党首宛に送られた。その後、創団協は、2008年にかけて、音楽議員連盟、民主党、自民党、公明党に対して繰り返して要請したが、2018年12月30日に環太平洋パートナーシップに関する包括的及び先進的な協定(CPTPP、TPP11)が発効して日本における著作権保護期間が延長されたことを受けて解散した。

#### JASRACによる戦時加算解消に向けた取り組み
創団協の活動と並んで、JASRACの都倉俊一会長と菅原瑞夫理事長（いずれも当時）が、2012年4月6日には平野博文文部科学大臣（当時）へ、2013年2月5日には岸田文雄外務大臣（当時）へそれぞれ、戦時加算対象となる15か国（上記）との間に戦時加算の権利行使をしないと合意する二国間協定を個別に締結するよう政策要望書を提出した。その後、日本国政府は、TPP交渉や日EU・EPA交渉において、対象国のうち、アメリカ合衆国・オーストラリア・カナダ・ニュージーランド・イギリス・オランダ・ギリシャ・フランス・ベルギーの9か国の各政府との間で、著作権管理団体による戦時加算解消に向けた取り組みを奨励し、それを政府間で後押しすることを確認した。
JASRACは対象国の著作権管理団体との契約更改による戦時加算の解消を目指しており、2022年7月までにアメリカ合衆国のASCAPとBMI、イギリスのPRSとMCPS、オランダのBUMAとSTEMRA、ブラジルのABRAMUS、ベルギーのSABAM、南アフリカのSAMRO、スイスのSUISA、デンマークのNCB、オーストラリアおよびニュージーランドのAPRAとAMCOSに対して戦時加算の権利を放棄させている。

## イタリア・ドイツの戦時加算
日本と同じく敗戦国であるドイツや、枢軸国であったイタリアの戦時加算について「行われていないのではないか」「不公平ではないか」との議論がある。
ドイツについては、連合国高等委員会指令No.8−24第5条によって戦時加算について規定されているにもかかわらず、各国がドイツに延長の要求をせず、結果的に戦時加算が発生しなかったことが文部科学省の調べで判明している。
イタリアについては、イタリアと交戦各国間にも平和条約があり、イタリア平和条約第15条付属書には、交戦国双方に加算の義務を課し、連合国側と双務的に6年間の戦時加算があることが判明している。双務的な戦時加算は日本に対する一方的な戦時加算とは異なるため、不公平との根拠になっている。
なお、イタリア・ドイツは、日本と交戦しておらず、サンフランシスコ平和条約に署名していないため、お互いに戦時加算はない。

## フランスの戦時加算

### 「愛国殉職者特例」
著作者等がフランスのために死亡したことが死亡証明書から判明する場合には、「愛国殉職者特例」が適用され、さらに30年間、著作権の保護期間が延長される。これは、フランス著作権法第123条の10の「愛国殉職者特例」によるもの。
「著作物等の保護と利用円滑化方策に関する調査研究」「諸外国の著作物等の保護期間について」報告書（2009年2月、三菱UFJリサーチ&コンサルティング編）の121ページの注によれば、第一次世界大戦中の1914年9月5日ドイツ軍との交戦中に戦死したフランスの詩人・思想家シャルル・ペギー、第二次世界大戦中の1944年7月31日、偵察機で出撃、地中海上空で行方不明となったフランスの作家、アントワーヌ・ド・サン＝テグジュペリの著作権の保護期間には、30年の戦時加算が上乗せされているとされる。
なお、「フランス以外に愛国殉職者特例を定める国は存在するのか」との川内博史衆議院議員（民主党所属）の質問に政府は、「フランス以外に御指摘のような特例を定める国が存在するか否かについても承知していない」と回答している。

### 国内法によって定めた戦時加算
フランスは第一次世界大戦、第二次世界大戦の戦勝国であるが、戦時中は著作物の適正な利用が不可能との立法者の判断に依拠して、第一次世界大戦後に「1919年法」によって戦時加算をしており、さらに、第二次世界大戦後にも「1951年法」によって公有に帰属していないすべての著作物に8年120日延長の戦時加算をしている。

## その他のヨーロッパ各国の戦時加算
第一次世界大戦後には、フランスと同じように、ベルギーとハンガリーがそれぞれ10年と8年の戦時加算をしている。第二次世界大戦後については、ナチス・ドイツに編入されていたオーストリアが7年の戦時加算をしたほか、枢軸国となったブルガリア、フィンランド、ルーマニア、ハンガリーでも、戦時加算が行われている。